# Enjo Krastovčev
Enjo Emilov Krastovčev (in bulgaro Еньо Емилов Кръстовчев?, traslitterazione anglosassone: Enyo Emilov Krastovchev; Dupnica, 7 febbraio 1984) è un ex calciatore bulgaro, di ruolo attaccante.

## Carriera

### Club
Comincia la sua carriera nel Marek Dupnica, con il quale resta fino al 2008, anno in cui si trasferisce al Levski Sofia.

## Palmarès
- Campionato bulgaro: 1

Levski Sofia: 2008-2009